# Radomsko (gromada)
Radomsko – dawna gromada, czyli najmniejsza jednostka podziału terytorialnego Polskiej Rzeczypospolitej Ludowej w latach 1954–1972.
Gromady, z gromadzkimi radami narodowymi (GRN) jako organami władzy najniższego stopnia na wsi, funkcjonowały od reformy reorganizującej administrację wiejską przeprowadzonej jesienią 1954 do momentu ich zniesienia z dniem 1 stycznia 1973, tym samym wypierając organizację gminną w latach 1954–1972.
Gromadę Radomsko siedzibą GRN w mieście Radomsku (nie wchodzącym w jej skład) utworzono 31 grudnia 1961 w powiecie radomszczańskim w woj. łódzkim z obszaru zniesionych gromad: Bartodzieje Bankowe, Kietlin, Płoszów i Stobiecko Miejskie.
Gromada przetrwała do końca 1972 roku, czyli do kolejnej reformy gminnej. 1 stycznia 1973 w powiecie radomszczańskim reaktywowano zniesioną w 1954 roku gminę Radomsko.